# Willi Bredel
Willi Bredel fue un escritor alemán nacido en Hamburgo el 2 de mayo de 1901 y fallecido en Berlín Este el 27 de octubre de 1964.
Prisionero en un campo de concentración entre 1933 y 1934, huyó y luchó contra Franco y Hitler. Desde 1945 residió en Berlín Oriental, donde fue presidente de la Academia de Artes de la RDA.

## Obra
- Maschinenfabrik N&K, 1930 HTML

- Die Rosenhofstraße, 1931 HTML

- Der Eigentumsparagraph (no pudo aparecer debido a la "toma del poder" en Alemania; publicado por primera vez en alemán en 1961 en el Dietz Verlag Berlin; previamente Rusia 1933, Ucrania 1934)

- Die Prüfung, 1934

- Der Spitzel und andere Erzählungen

- Die prüfung (La prueba) 1936

- Dein unbekannter Bruder, 1937

- Begegnung am Ebro (Encuentros en el Ebro). Aufzeichnungen eines Kriegkommissars, 1939

- Der Kommissar am Rhein und andere historische Erzählungen, 1940

- Pater Brakel und andere Erzählungen, 1940

Verwandte und Bekannte, Trilogie
- Die Väter, 1941
- Die Söhne, 1949
- Die Enkel, 1953

- Der Sonderführer ('Parientes y conocidos), 1943

- Ernst Thälmann 1944

- Das schweigende Dorf und andere Erzählungen, 1949

- Die Vitalienbrüder, 1950

- Fünfzig Tage, 1950

- Vom Ebro zur Wolga, 1954

- Auf den Heerstraßen der Zeit, 1957

- Für dich – Freiheit, 1959

- Ein neues Kapitel, Romantrilogie, 1959–64

- Spanienkrieg, v. 1 / Zur Geschichte der 11. Internationalen Brigade, 1977

- Spanienkrieg, v. 2 / Begegnung am Ebro : Schriften, Dokumente, 1977

- Unter Türmen und Masten, 1960

- Erzählungen I, 1967